# العلاقات البوليفية الشمال مقدونية
العلاقات البوليفية الشمال مقدونية هي العلاقات الثنائية التي تجمع بين بوليفيا وشمال مقدونيا.

## مقارنة بين البلدين
هذه مقارنة عامة ومرجعية للدولتين:
| وجه المقارنة                                              | بوليفيا                                          | شمال مقدونيا                                               |
| --------------------------------------------------------- | ------------------------------------------------ | ---------------------------------------------------------- |
| المساحة (كم2)                                             | 1.10 مليون                                       | 25.71 ألف                                                  |
| عدد السكان (نسمة)                                         | 11.05 مليون                                      | 2.08 مليون                                                 |
| الكثافة السكانية (ن./كم²)                                 | 10.05                                            | 80.9                                                       |
| العاصمة                                                   | سوكري، لاباز                                     | إسكوبية                                                    |
| اللغة الرسمية                                             | اللغة الإسبانية، اللغة الأيمرية، كتشوا، غوارانية | اللغة المقدونية، اللغة الألبانية                           |
| العملة                                                    | بوليفاريو بوليفي                                 | دينار مقدوني                                               |
| الناتج المحلي الإجمالي (بليون دولار)                      | 37.51 مليار                                      | 11.34 مليار                                                |
| الناتج المحلي الإجمالي (تعادل القوة الشرائية) بليون دولار | 74.58 مليار                                      | 29.26 مليار                                                |
| الناتج المحلي الإجمالي الاسمي للفرد دولار أمريكي          | 3.08 ألف                                         | 4.85 ألف                                                   |
| الناتج المحلي الإجمالي للفرد دولار أمريكي                 | 6.63 ألف                                         | 16.25 ألف                                                  |
| مؤشر التنمية البشرية                                      | 0.662                                            | 0.747                                                      |
| رمز المكالمات الدولي                                      | +591                                             | +389                                                       |
| رمز الإنترنت                                              | .bo                                              | .mk                                                        |
| المنطقة الزمنية                                           | 00                                               | توقيت وسط أوروبا، ت ع م+01:00، ت ع م+02:00، أوروبا/سكوبيه ‏ |

## منظمات دولية مشتركة
يشترك البلدان في عضوية مجموعة من المنظمات الدولية، منها:
| علم المنظمة | اسم المنظمة                        | تاريخ انضمام بوليفيا | تاريخ انضمام شمال مقدونيا |
| ----------- | ---------------------------------- | -------------------- | ------------------------- |
|             | الاتحاد البريدي العالمي            | ?                    | ?                         |
|             | مؤسسة التنمية الدولية              | 21 يونيو 1961        | 25 فبراير 1993            |
|             | منظمة حظر الأسلحة الكيميائية       | ?                    | ?                         |
|             | الأمم المتحدة                      | 14 نوفمبر 1945       | 8 أبريل 1993              |
|             | منظمة التجارة العالمية             | 12 سبتمبر 1995       | ?                         |
|             | وكالة ضمان الاستثمار متعدد الأطراف | 3 أكتوبر 1991        | 19 مارس 1993              |
|             | منظمة الشرطة الجنائية الدولية      | ?                    | ?                         |
|             | مؤسسة التمويل الدولية              | 20 يوليو 1956        | 25 فبراير 1993            |
|             | البنك الدولي للإنشاء والتعمير      | 27 ديسمبر 1945       | 25 فبراير 1993            |
|             | الاتحاد الدولي للاتصالات           | 1 يونيو 1907         | 4 مايو 1993               |
|             | يونسكو                             | 13 نوفمبر 1946       | 28 يونيو 1993             |

## وصلات خارجية
- موقع وزارة الخارجية البوليفية